# Adeline Favre
Adeline Favre, född Salamin den 22 maj 1908 i Saint-Luc, död 16 december 1983 i Sierre, var en schweizisk barnmorska som skrev en bok om sitt liv och arbete under 1900-talet.

## Biografi
Adeline Salmin föddes som den åttonde av fjorton syskon. Mot sina föräldras vilja utbildade hon sig till barnmorska i Gent
och återvände till sina hemtrakter vid tjugo års ålder. Hon arbetade som barnmorska i hemmen och senare på sjukhuset i Sierre. Under sin karriär förlöste hon mer än 8 000 kvinnor.
Salmin blev känd 1981 då hon utgav sina memoarer på franska och året efter på tyska med titeln Ich, Adeline, Hebamme aus dem Val d’Anniviers.
Hon gifte sig 1932 med sin granne  Louis Favre men paret fick inga barn. Han transporterad henne ofta till födande kvinnor och 1938 tog hon själv körkort.
Efter andra världskriget arbetade hon huvudsakligen på sjukhuset i Sierre och hon beklagade att allt fler av förlossningarna övervakades av läkarna.

## Eftermäle
En byggnad tillägnad Louis Favre invigdes på   
Zürichs universitet för tillämpad vetenskaps campus i Winterthur den 26 september 2020.